# スーパービックリマン (スーパーファミコン)
『スーパービックリマン』は1993年1月29日に発売されたスーパーファミコン用ソフトの対戦格闘ゲーム。テレビアニメ『スーパービックリマン』のゲーム作品。製作はベック。

## 概要
本作は対戦格闘ゲームとして発売されたが、アニメの様な具体的なストーリーはない。ロッテ（『新決戦 スーパービックリマンチョコ』）のシールに登場した悪魔・鬼僧ダビデスを含んだ全8名のキャラクターが登場する。
なお、当時放映中だったアニメにて、本作発売時点でアスカ（倭天聖イザナ・アスカ）とアムル（月光聖アマゾ・アムル）が既にサイバーアップが出来るようになっていたが、本作には登場しない。
技や効果のバランスが悪く、クリアにはかなり難儀する。

## モード
1Pモード
フェニックスかティキを選び、悪魔軍と対決するモード。
VSモード
対戦モード。ステージの変更はオプションモードで変更しなければならない。裏技で同キャラ対戦が可能。
オプション
音楽、サウンド、VSモードのステージ、ラウンド制、時間制限が変更ができるモード。

## 登場キャラクター
悪魔軍はVSモードのみ使用可能。

### 天使軍
大聖フェニックス
本作の主人公。ティキを選ぶとステージ6の中ボスとして登場する。
海天聖ビシュヌ・ティキ
アクアンヌーンの王子。フェニックスを選ぶとステージ6の中ボスとして登場する。

### 悪魔軍
魔スターP
悪魔軍幹部の一人。
ダークヘラ
悪魔軍幹部の一人。
魔皇サラジン
悪魔軍幹部の一人で、プロトタイプのバイオミュータント。
鬼壮士リトルミノス
デビルゼウスによって誕生したバイオミュータント。
デビルゼウス
悪魔軍のスーパーヘッド。
鬼僧ダビデス
本作の最終ボス。バイオミュータントの一人。
シールに登場したキャラクターで、漫画とアニメ共々未登場。その為、書籍「スーパービックリマン2 大百科」においては「正体不明の強敵」として説明されている。